# كوكي كييوتاكه
كوكي كييوتاكه (باليابانية: 清武 功暉) (20 مارس 1991 في أويتا في اليابان – )؛ هو لاعب كرة قدم ياباني سابق كان يلعب كلاعب وسط.

## وصلات خارجية
- كوكي كييوتاكه على موقع رابطة كرة القدم اليابانية للمحترفين (اليابانية)
- كوكي كييوتاكه على موقع قاعدة بيانات كرة القدم.إي يو (الإنجليزية)
- كوكي كييوتاكه على موقع Soccerway.com (الإنجليزية)
- كوكي كييوتاكه على موقع عالم كرة القدم.نت (الإنجليزية)
- كوكي كييوتاكه على موقع كووورة